# Malapterurus punctatus
Malapterurus punctatus е вид лъчеперка от семейство Malapteruridae. Видът е почти застрашен от изчезване.

## Разпространение
Разпространен е в Гвинея, Кот д'Ивоар, Либерия и Сиера Леоне.